# Élisabeth Moreno
Pour les articles homonymes, voir Moreno.
Élisabeth Moreno, née le 20 septembre 1970 à Tarrafal (Cap-Vert), est une dirigeante d'entreprise et femme politique franco-cap-verdienne. Présidente de Hewlett-Packard Afrique après avoir été présidente France de Lenovo, elle est ministre déléguée à l'Égalité entre les femmes et les hommes, à la Diversité et à l'Égalité des chances dans le gouvernement Jean Castex entre 2020 et 2022.

## Biographie

### Famille, jeunesse et formation initiale
Élisabeth Moreno naît le 20 septembre 1970 à Tarrafal, dans le nord de l'île de Santiago (Cap-Vert). Elle est l'aînée d'une fratrie de six enfants.
Sa famille émigre en France en 1977 et s'installe dans une cité d'Athis-Mons, dans l'Essonne, pour trouver une structure hospitalière pouvant accueillir une de ses sœurs, gravement brûlée dans un accident domestique. Son père travaille sur des chantiers et sa mère fait des ménages. Ils ne savent ni lire ni écrire. En tant qu'aînée, elle endosse un rôle proche de celui de parent,.
Durant sa scolarité, elle se voit proposer une orientation vers un CAP. Elle poursuit cependant ses études pour obtenir un baccalauréat littéraire et suit des études supérieures de droit, afin de devenir avocate. Après une maîtrise en droit des affaires à l’université Paris XII, elle débute dans un cabinet juridique,.

### Carrière professionnelle
En 1991, elle fonde une entreprise du bâtiment avec son mari, qui compte jusqu'à 30 employés,,.
En 1998, elle entre chez France Télécom en tant que responsable des ventes des PME et PMI de la région Paris Sud. En 2002, elle rejoint Dell comme directrice des grands comptes. Après un passage par la division marocaine du groupe informatique, elle y est ensuite promue directrice commerciale EMEA pour les grands comptes stratégiques, lors de son retour en France. Elle bénéficie de la possibilité de reprendre temporairement des études à 35 ans en 2006, pour obtenir une maîtrise en administration des affaires à l'École supérieure des sciences économiques et commerciales (ESSEC) et à l'université de Mannheim en Allemagne,. Elle devient également juge consulaire bénévole au tribunal de commerce de Bobigny en janvier 2015, après une formation à l'École nationale de la magistrature,.
Elle a également des engagements associatifs, ayant notamment participé à la fondation, avec d'autres Cap-Verdiens, du Cabo Verde business club en 2005, et de la Casa Cabo Verde de 2008 à 2011, avec des actions tournées vers la diaspora cap-verdienne en France.
En 2012, elle est recrutée par Lenovo comme directrice commerciale Europe. Cinq ans plus tard, en 2017, elle devient présidente directrice générale France du groupe Lenovo,,,. Ses parents rentrent au Cap-Vert pour y tenir un hôtel.
Recrutée par Hewlett-Packard, elle en devient en janvier 2019 présidente pour l'Afrique et s'installe en Afrique du Sud,,.
Ministre déléguée à l’Égalité femmes-hommes jusqu’en 2022.
Élisabeth Moreno siège au Conseil pour la diversité au sein du groupe pharmaceutique Sanofi, de 2023 jusqu'en 2025,. Elle est pressentie pour être administratrice indépendante du laboratoire pharmaceutique marocain Laprophan.

### Carrière politique

#### Ministre déléguée chargée de l'Égalité entre les femmes et les hommes
Le 6 juillet 2020, Élisabeth Moreno est nommée, dans le gouvernement Jean Castex, ministre déléguée chargée de l'Égalité entre les femmes et les hommes, de la Diversité et de l'Égalité des chances, en remplacement de Marlène Schiappa. Des associations féministes critiquent sa nomination en raison de propos tenus en 2018, alors qu’elle était présidente pour l’Afrique de Hewlett-Packard, dénonçant l’instauration d’un « climat de défiance » dans les entreprises au nom de la lutte contre le sexisme,,. La Lettre A indique qu'elle est « épaulée par des conseillers issus de LREM, plutôt marqués à gauche », dont Grégoire Potton, son directeur de cabinet,.
Le 3 septembre 2020, à l'occasion du deuxième anniversaire du Grenelle des violences conjugales, Élisabeth Moreno annonce de nouvelles mesures destinées à lutter contre ces violences. Elle annonce un soutien financier supplémentaire aux associations et le déploiement de 1 000 bracelets anti-rapprochement.
En janvier 2021, elle propose aux entreprises de se doter d'un « index de la diversité et de l’inclusion » pour mesurer la place qu'elles accordent aux minorités dans leur recrutement et leur gestion des ressources humaines et pouvoir mettre en place des « actions correctrices ».
En mai 2021, Élisabeth Moreno met en place une circulaire contre les thérapies de conversion qui précède le vote d'une proposition de loi déposée par la députée Laurence Vanceunbrock le 20 janvier 2022,.
Le 1er juillet 2021, le congé paternité est étendu de 14 à 28 jours. Élisabeth Moreno se prononce pour un allongement supplémentaire de cette durée.
En septembre 2021, elle participe avec le ministre de la Santé Olivier Véran à la mise en place de la gratuité de la contraception pour les femmes jusqu'à 25 ans et à l'extension de la procréation médicalement assistée à toutes les femmes,.
Élisabeth Moreno soutient la proposition de loi visant à accélérer l'égalité économique et professionnelle entre les femmes et les hommes, déposée par la députée Marie-Pierre Rixain et adoptée le 13 décembre 2021.
Elle participe avec Emmanuel Macron au sommet Afrique-France à Montpellier le 8 octobre 2021.

#### Candidate aux élections législatives de 2022
En mai 2022, elle se déclare candidate aux élections législatives dans la 9e circonscription des Français de l'étranger. Le 5 juin, elle recueille 28,05 % des voix et se qualifie pour le second tour. Lors du second tour, le 19 juin, Élisabeth Moreno est battue par Karim Ben Cheïkh (NUPES), avec 45,93 % des voix.

## Prises de position
En octobre 2021, Élisabeth Moreno, alors ministre chargée de l’Égalité entre les femmes et les hommes, dénonce dans une interview accordée à Puremédias les règles du concours Miss France qu'elle juge « has been ». La ministre critique notamment l’obligation faite aux candidates d’être célibataire et sans enfants et de ne jamais avoir été mariées.
En mai 2021, elle co-signe dans le Le Journal du dimanche une tribune avec Caroline Fourest en faveur d'un élargissement de la procréation médicalement assistée (PMA) à toutes les femmes.
Le 12 novembre 2022, elle publie une tribune dans le HuffPost dénonçant le racisme dont elle a été victime dans un café parisien et la persistance des stéréotypes dans la société française,.

## Vie privée
Élisabeth Moreno est mère de deux filles.

## Filmographie
En juin 2019, le film Morabeza, la force du mouvement, un documentaire témoignage traitant de la migration cap-verdienne en Europe revient, entre autres, sur son parcours personnel.

## Ouvrages
- En janvier 2022, elle publie avec Agnès Pannier-Runacher, ministre déléguée chargée de l'Industrie, un livre qui contient vingt propositions[41], Femmes, Ministres et Féministes. Notre combat pour l’égalité réelle, aux éditions Point d'Orgue[42],[43].
- [Préfacier] Le Jour du silence de Christophe Pellet, L'Onde Théâtrale, 2023.  (ISBN 9782957799046)

## Décorations
- Chevalier de la Légion d'honneur (décret du 29 décembre 2023)[44]
- Commandeur de l'ordre national du Lion du Sénégal[45].